# Примитивный многочлен (алгебра)
Примитивный многочлен — всякий многочлен {\displaystyle f(x)}, коэффициенты которого принадлежат некоему ассоциативно-коммутативному кольцу {\displaystyle R} и не имеют нетривиальных общих делителей.
Любой многочлен {\displaystyle g(x)\in R[x]} можно записать в виде {\displaystyle g(x)=c_{g}\cdot f(x)}, где {\displaystyle f(x)} — примитивный многочлен, a {\displaystyle c_{g}} — наибольший общий делитель коэффициентов многочлена {\displaystyle g(x)}. Элемент {\displaystyle c_{g}\in R} определён с точностью до умножения на обратимые элементы из {\displaystyle R} и называется содержанием многочлена {\displaystyle g(x)}.

## Лемма Гаусса
Если {\displaystyle g_{1}(x),g_{2}(x)\in R[x]}, то {\displaystyle c_{g_{1}g_{2}}=c_{g_{1}}c_{g_{2}}}. В частности, произведение примитивных многочленов снова примитивно.

### Доказательство
Сначала докажем, что произведение примитивных многочленов есть примитивный многочлен. Для этого достаточно проверить, что если простой элемент {\displaystyle p} кольца {\displaystyle R} делит все коэффициенты многочлена {\displaystyle f(x)g(x)}, то он является общим делителем всех коэффициентов многочлена {\displaystyle f(x)} или общим делителем всех коэффициентов многочлена {\displaystyle g(x)}. Пусть {\displaystyle f(x)=a_{0}+a_{1}x+\ldots +a_{n}x^{n}}, {\displaystyle g(x)=b_{0}+b_{1}x+\ldots +b_{m}x^{m}}, {\displaystyle n=\operatorname {deg} f,m=\operatorname {deg} g} — степени этих многочленов. Проведем индукцию по {\displaystyle m+n}. Если {\displaystyle m+n=0}, то {\displaystyle m=0} и {\displaystyle n=0}, {\displaystyle f(x)=a_{0},g(x)=b_{0}}. Если {\displaystyle p} делит {\displaystyle a_{0}b_{0}}, то так как кольцо {\displaystyle R} факториально, {\displaystyle p} делит {\displaystyle a_{0}} или {\displaystyle p} делит {\displaystyle b_{0}}, то есть в этом случае утверждение верно.
В общем случае {\displaystyle f(x)g(x)=a_{0}b_{0}+(a_{0}b_{1}+a_{1}b_{0})x+\ldots +a_{n}b_{m}x^{n+m}}. Предположим, что некоторый простой элемент {\displaystyle p} кольца {\displaystyle R} делит все коэффициенты многочлена {\displaystyle f(x)g(x)}. Так как {\displaystyle p\mid a_{n}b_{m}} и кольцо {\displaystyle R} факториально, то {\displaystyle p\mid a_{n}} или {\displaystyle p\mid b_{m}}. Пусть для определенности {\displaystyle p\mid a_{n}}. Если {\displaystyle n=0}, то {\displaystyle p} делит все коэффициенты многочлена {\displaystyle f(x)}. Если же {\displaystyle n>0}, то заметим, что {\displaystyle p} будет и общим делителем всех коэффициентов многочлена {\displaystyle f_{1}(x)g(x)}, где {\displaystyle f_{1}(x)=f(x)-a_{n}x^{n}=a_{0}+a_{1}x+\ldots +a_{n-1}x^{n-1}}. Действительно, все коэффициенты многочлена {\displaystyle f(x)g(x)-f_{1}(x)g(x)=a_{n}x^{n}g(x)} делятся на {\displaystyle a_{n}}, а значит, и на {\displaystyle p}. По предположению индукции {\displaystyle p} делит все коэффициенты многочлена {\displaystyle f_{1}(x)} или все коэффициенты многочлена {\displaystyle g(x)}. В первом случае {\displaystyle p} делит также и все коэффициенты многочлена {\displaystyle f(x)=f_{1}(x)+a_{n}x^{n}}. По принципу математической индукции утверждение доказано для всех значений {\displaystyle m} и {\displaystyle n}
Докажем, что {\displaystyle c_{f}c_{f}=c_{fg}}. Пусть {\displaystyle f=c_{f}f_{0}}, {\displaystyle g=c_{g}g_{0}}, где {\displaystyle f_{0}}, {\displaystyle g_{0}} — примитивные многочлены. Тогда {\displaystyle fg=c_{f}c_{g}f_{0}g_{0}}. Так как многочлен {\displaystyle f_{0}g_{0}}
по доказанному примитивен, то {\displaystyle c_{fg}=c_{f}c_{g}}. Лемма доказана.